# 藤本浩之輔
藤本 浩之輔（ふじもと こうのすけ、1933年1月27日 - 1995年10月29日）は、日本の教育文化学者。
愛媛県出身。京都大学教育学部卒、同大学院教育社会学修士課程修了、大阪市立大学講師、助教授、1980年京大教育学部助教授、教授。1994年日本子ども社会学会を創設。子ども社会学を提唱し子供の遊びについて研究した。

## 著書
- 『子どもの遊び空間』日本放送出版協会 NHKブックス 1974
- 『子どもの遊びを見直そう』第三文明社 灯台ブックス 1979
- 『聞き書き明治の子ども遊びと暮らし』本邦書籍 1986
- 『草花あそび事典』くもん出版 1989
- 『野外あそび事典』くもん出版 1994
- 『遊び文化の探求』久山社 日本児童文化史叢書 2001
- 『子どもの育ちを考える 遊び・自然・文化』久山社 日本児童文化史叢書 2001

### 共著編
- 『子どもの世界』宇野登,片岡徳雄共著 三一新書 1966
- 『日本伝承の手づくりの遊び』相馬大共著 創元社 1972
- 『日本伝承の草花の遊び』港野喜代子共著 創元社 1975
- 『身近な材料でつくる手づくりのおもちゃ』園部真津夫、柏本甫共著 創元社 1982
- 『作ってあそぼう手づくりのおもちゃ』相馬大共著 石井きよ子イラスト 創元社 1989
- 『親子のふれあい歳時記』くもん子ども研究所編 共監修・著 くもん出版 1994
- 『あの日の子どもたち 1945・8・15』編著 朝日新聞社 (発売) 1996
- 『子どものコスモロジー 教育人類学と子ども文化』編 人文書院 1996

翻訳
- モンテーギュ『人間関係と人間性の教育』蜂屋慶共訳 明治図書出版 1971

## 論文
- ＜藤本浩之輔